# Transformers: A bukottak bosszúja
A Transformers: A bukottak bosszúja (eredeti cím: Transformers: Revenge of the Fallen) 2009-ben bemutatott egész estés amerikai film, amely a Transformers című mozifilm folytatása, és a Transformers-filmek 2. része. A forgatókönyvet Ehren Kruger írta, a filmet Michael Bay rendezte, a zenéjét Steve Jablonsky szerezte, a producere Ian Bryce volt.
2009 júniusában mutatták be a mozikban Észak-Amerikában és Magyarországon.

## Cselekmény
A Megatron elleni küzdelem óta alig telt el két év. Az Autobotok száma azóta megnőtt, és egy különleges osztaggal, a NEST-tel együtt a Földre érkező és a Földön bujkáló Álcákra vadásznak.
Járművek csoportja jelent meg Sanghaj utcáin, egy elhagyatott ipartelepen. Ezt követően a sereg különleges osztaga is megjelent. Miután az autók átalakultak és a parancsnok jelt ad a katonáknak, a közelben felfedte magát az első Álca, a hatalmas, két kereken mutatványozó Demolishor.
Egy Audi R8 is elszáguld a katonák mellett – ez Mellékút! Az egy személyiségen osztozó Arcee motorostrió, valamint az üldözés közben két robottá széteső fagylaltoskocsi Szán és Sárfogó kudarcot vall, nem bírnak az épületeken áttörő, menekülővel. Lennox parancsára megérkezik a szélsebes Autobot Csatár, aki pillanatok alatt végez vele, annak rendje és módja szerint kettéhasítja pengéjével Mellékutat.
A hadtest azonban képtelen semlegesíteni az óriás Demolishort, s egy vezényszóra megérkezik az Autobotok vezére, maga Optimusz Fővezér, majd néhány lövéssel leteríti. Az elesett Álca ekkor fenyegetően utolsó erejéből felkiált: „Nem te uralod ezt a bolygót! A Bukott újra feltámad!”
A NEST-csapat visszatér Diego Garciába, ahol a központjuk található. Itt az Autobotok nagy része jármű üzemmódban pihen.
Mindeközben az ifjú Sam egyetemre készül. Míg Sam anyja fia gyermekkori emlékeit felidézve zokog, ő saját holmija közt matat, és a szakadt pulóverében, melyet még a Mission City-ben zajló csata alatt hordott, egy különös tárgyra lesz figyelmes: az elpusztult Örök Szikra töredékére. A Szikradarab különös jeleket küld Sam elméjébe, majd forróra izzva a padlóra hull. Aztán rétegről rétegre átégeti a ház padlószerkezetét, s végül kihűlve a konyhaasztalra esik.
Itt aktiválódik az Örök Szikra védelmi berendezése, s számos konyhai eszközt kelt életre. Az eszközök megtámadják Samet, aki ijedtében az udvarra fut. Sam Űrdongó segítségét kéri, aki a lőfegyvereivel megsemmisíti az életre kelt konyhai gépeket, s velük együtt a ház egy részét is.
Mikaela Banes, Sam barátnője megérkezik a tűzoltókkal megtelt házhoz. Sam a dobozba helyezett Szikraszilánkot őrá bízza. A távolból egy kis kék távirányítós autó figyeli őket, aki nem más, mint az Álca kém, Wheelie. Jelet küld a Föld körül keringő Fülelőnek, aki műholdnak álcázva magát hozzákapcsolódik a bolygó kommunikációs rendszeréhez. Fülelő utasításokat ad Wheelie-nek a szilánk megszerzésére, egyúttal még további Álcákat hív a Földre.
Diego Garcia-ban a NEST csapat egy nemzetbiztonsági tanácsadóval, Gallowayjel tart megbeszélést. Az ő állítása szerint az Autobotok jelenléte okozza a rendszeres Álca támadásokat világszerte, ezért a Föld elhagyására kéri őket, valamint szeretné megismerni a robotok fegyvertechnológiáját is. Optimusz Fővezér mindkét kérését elutasítja, nem hajlandó kockáztatni az emberiség sorsát. Beszélgetésük közben felmerül az az Örök Szikra-darab, amelyet Optimusz húzott ki Megatron holttestéből Mission City-ben. Galloway megemlíti, melyik támaszponton őrzik, és így akaratán kívül Fülelő tudomására juttatja a titkos információt, aki az egész beszédet lehallgatta.
Fülelő elereszti Rombolót, egy állig felfegyverzett, egyszemű macskarobotot, aki rögtön munkához is lát. Kicselezvén a támaszpont biztonsági rendszereit, megkaparintja a szilánkot, és sértetlenül kimenekül.
Sam megérkezett az egyetemre, és megismerkedett szobatársával, Leo Spitz-cel, aki barátaival egy földönkívüli-megfigyelő csapatot állított össze. Leo megemlíti, hogy van egy internetes ellenfele, bizonyos „Robotharcos”, aki minden hírhez hamarabb hozzájut.
Az elkövetkezendő napokban egy lány, Alice, többször kísérletet tesz arra, hogy közelebb férkőzzön Samhez, aki emiatt lemarad a Mikaelával megbeszélt internetes csetrandiról. A tolakodó nőtől Űrdongó menti meg, aki váratlanul jelenik meg az egyik egyetemi bulin, arra ösztökélvén Samet, hogy hajtson el vele. Az Autobot egy távoli temetőbe szállítja a fiút, ahol Optimusz várja. Ő elmagyarázza Samnek, hogy szükségük van a támogatására, arra kéri, álljon ki az Autobotok mellett, hogy a kormány ne kényszerítse őket a bolygó elhagyására. Sam elutasítja a Fővezér kérését.
A Szent Lőrinc-árok fölött teherszállító hajók haladnak el. Hirtelen egy meteorit csapódik az egyik fedélzetére, majd a füstből Romboló ugrik elő. Az egyik hajón utazó, álcázásban lévő munkagépek, akik Álcák átalakulnak, és a tengerbe vetik magukat. Az Álcacsapat elbukott vezérüket, Megatront kutatja a mélyben. Csakhamar rátalálnak élettelen testére, s a Romboló mellkasából előúszó rovarszerű Doktor megvizsgálja a tetemet. Parancsára az Álcák darabokra cincálják egyik társukat, Fémroppantót, majd az alkatrészeiből és az energiát adó Örök Szikra-darabból életre keltik Megatront.
A feltámadt vezér haragosan a felszínre tör, magával sodorva az útjába kerülő tengeralattjárókat. Űrhajóüzemmódban a világűrben folytatja útját, melynek célja egy ronccsá lett Álca űrhajó a Naprendszer másik felében. Itt pedig kérdőre vonja Üstököst.
Az Álcavezér ezt követően felettese és mestere, a Bukott elé áll. A Bukott egy ősi Transformer, az elsők közül való. Megatron beszámol neki kudarcáról, az Örök Szikra elpusztulásáról. A Bukott azonban tudja, hogy az Örök Szikra nem semmisülhet meg. Tudomást szerzett róla, hogy Sam Witwicky agyába került át az energiája, valamint egy térkép, amely a földi Energon-forrásokat jelöli. Megatron megígéri mesterének, hogy felkutatja a fiút, és megtalálja a forrást.
Samre és Mikela-ra a semmiből egy helikopter csap le, s hegyes kampójára tűzve a járművüket, és egy elhagyatott raktárban ejti le a foglyokat. Itt Üstökös és Megatron várja őket. Meg akarják szerezni a fiú fejében rejlő térképet, melyhez a Doktort hívják segítségül. A Doktor a felszínre hozza Sam fejéből a jeleket, ám még mielőtt Megatron bosszút állhatna rajta, amiért két évvel korábban megölte, Optimusz és Űrdongó törnek be az épületbe.
Űrdongó biztonságba viszi Mikaelát és Leót, míg Optimusz, miután ideiglenesen semlegesítette Üstököst és Megatront, saját utasfülkéjében menekíti meg Samet. Az épülethez közeli erdőben folytatják a csatát, harcba hívva a helikoptert is, Grindort. Optimusz Fővezér lefegyverzi Üstököst, Grindor fejét pedig energiakampói segítségével tépi darabokra. Megatron óriási pengéjét keresztülszúrja Optimusz mellkasán, s karjába szerelt ágyújának lövésével minden életet kiolt ősi ellenfeléből.
A Fővezér utolsó szavaival menekülésre serkenti Samet, akit a helyszínre érkező Autobot csapat juttat biztonságba. A világűrben, trónján, a Bukott pedig felkel, mivel az utolsó Fővezér is meghalt.
Meteoritzápor formájában megérkezik az Álcasereg. Egy-egy Álca hidakra vagy tornyokra mászva szemléli a világot, míg a Bukott, dárdájával a kezében, egy süllyedő repülőgép szállító anyahajóba kapaszkodva jelenti ki bosszúját.
A Bukott videóüzenetet küld az egész emberiségnek: Transformerek élnek az emberek közt, és megparancsolja, kerítsék elő Sam Witwickyt.
Optimusz Fővezér holttestét egy katonai bázisra szállítják, ahol a NEST osztag és az Autobot csapat védelmezi a köréjük gyűlő tisztektől.
Sam, valamint a Leóból, Mikeala-ból, Űrdongóból, Szánból és Sárfogóból álló csapat egy elhagyatott háznál keresnek menedéket. A fiú kétségbeesetten megmutatja az idegen jeleket az Autobot ikreknek, ám mivel az ősi kibertoni nyelven íródott, az eleve csökkent mentális képességű robotok képtelenek elolvasni. Végül Leo javaslatot tesz, hogy keressék fel a „Robotharcos”-t, aki bizonyára ért a földönkívüliekhez.
New Yorkba hajtanak, ahol megkeresik Robotharcost. Egy helyi hentesboltban lelnek rá, és mint kiderül, a harcos nem más, mint az egykori Simmons ügynök. A bolt alatt titkos rejtekhelye van, ahová a Hetes Szektor időszakában összegyűlt földönkívüli anyagot tárolja. Járgány tanácsára Washingtonba utaznak, a Smithsonian Institution repülőgép-múzeumhoz.
Sokkolókkal hatástalanítva az őröket, elindulnak megkeresni a gépek közt megbúvó Transformert. Járgány elvezeti őket egy SR-71-es Blackbird-höz, akit a Kocka Szilánk segítségével aktiválnak. Mindenki megrémül, amikor meglátják a gépen az Álcák szimbólumát, a robot azonban nem támad rájuk.
A robot neve Röptűz, aki egy ősi alakváltó család sarja. Sam felrajzolja neki a jeleket, amelyek a fejében voltak. Felismeri őket, kiderül, hogy egy térképet alkotnak.Egyiptomba
teleportálnak.Röptűz elmeséli nekik a Fővezérek történetét. Majd egy jordániai templomban megtalálják a Mátrixot. Sam, és Mikaela a Mátrix darabjaival Optimus teteméhez próbáltak eljutni, hogy feltámasszák az Autobot fővezért. Bár Sam fel tudja támasztani Optimust, a Bukott megszerzi a Mátrixot, majd berakja a naparató gépbe.
Röptűz belátta, hogy élete nagy részét haszontalan Álcaként töltötte, ezért kitépte szikráját, majd odanyújtotta Optimus Fővezérnek, aki ezt magába olvasztva feltámadt és hihetetlen erőre tett szert. Erejével megsemmisíti a naparató gépezetet.Az Autobotok vezérük segítségével felvették a harcot az időközben megérkező Álcákkal és a Bukottal. Optimusz legyőzte a Bukottat és csapatát, Megatron Üstökössel együtt pedig elmenekül.

## Szereplők

### Emberek
- Shia LaBeouf mint Sam Witwicky (magyar hangja Markovics Tamás).
- Megan Fox mint Mikaela Banes (magyar hangja Zsigmond Tamara).
- Ramon Rodriguez mint Leo Spitz (magyar hangja Simonyi Balázs).
- John Turturro mint Seymour Simmons ügynök, a Hetes szektortól (magyar hangja Kálid Artúr).
- Josh Duhamel mint William Lennox százados (magyar hangja Hujber Ferenc).
- Tyrese Gibson mint Robert Epps őrmester (magyar hangja Bede-Fazekas Szabolcs).
- Kevin Dunn és Julie White mint Ron és Judy, Sam szülei (magyar hangjuk Csuja Imre és Kovács Nóra).
- John Benjamin Hickey mint Theodore Galloway igazgató (magyar hangja Juhász György).
- Glenn Morshower mint Morshower tábornok (magyar hangja Koroknay Géza).
- Matthew Marsden mint Graham (magyar hangja Zöld Csaba).
- John Nielsen mint LW Wilder kapitány (magyar hangja Fehér Péter).
- Rainn Wilson mint Colan professzor, egyetemi professzor (magyar hangja Forgács Péter).
- Michael Papajohn mint Colin Banes, Mikaela apja (magyar hangja Besenczi Árpád).
- Isabel Lucas mint Alice (magyar hangja Ruttkay Laura).
- Jonathon Trent mint Fassbinder (magyar hangja Előd Botond).
- Walker Howard mint Sharsky (magyar hangja Vári Attila).
- Sean T. Krishnan mint Yakov (magyar hangja Maday Gábor).
- Annie Korzen mint Tova Simmons, Simmons ügynök anyja (magyar hangja Halász Aranka).
- Deep Roy mint Határőr Egyiptomban (magyar hangja Gardi Tamás).
- Donald Sage MacKay mint a Tengeralattjáró kapitánya (magyar hangja Sörös Sándor).

### Autobotok
- Peter Cullen mint Optimus Prime (Optimusz Fővezér) (magyar hangja Szélyes Imre), piros-kék kamion, pontosabban egy Peterbilt 379-es.
- Mark Ryan mint Bumblebee (Űrdongó), sárga Chevrolet Camaro személyautó.
- Robert Foxworth mint Ratchet (Racsni) (magyar hangja Dézsy Szabó Gábor), zöld Hummer terepjáró.
- Jess Harnell mint Ironhide (Acélfej) (magyar hangja Mihályi Győző), fekete GMC Topkick pick-up. Ő a legelső autobot osztag örök tagja. Acélfej harcias, mogorva fegyverszakértő. Viselkedését az magyarázza, hogy sok jó barátja halálát kellett végignéznie. Elvileg a Chromia nevű autobottal egy pár, de a filmben nem tesznek erről említést.
- André Sogliuzzo mint Sideswipe (Csatár) (magyar hangja Petridisz Hrisztosz) ezüst Chevrolet Corvette Stingray Concept.
- Mark Ryan mint Jetfire (Röptűz) (magyar hangja Várkonyi András), SR–71 Blackbird vadászrepülő, ősi Álca, a filmben átáll az Autobotok oldalára. Több száz éves, ezért a szétesés határán áll, de ennek ellenére mindenben segít Samnek, amiben tud. Állítása szerint apja dicsőséges robot volt, mégpedig az „első kerék”, habár nem tudott átalakulni.
- Tom Kenny mint Wheelie (magyar hangja Kossuth Gábor), távirányítós autó, először Álca, majd átáll az Autobotokhoz.
- Tom Kenny mint Skids (Szán) (magyar hangja Józsa Imre), eleinte egy fagyiskocsi első fele, majd egy zöld Chevrolet Beat.
- Reno Wilson mint Mudflap (Sárfogó) (magyar hangja Kerekes József), Szán izgő-mozgó ikertestvére, először a fagyiskocsi hátulja, utána egy piros Chevrolet Trax a jármű alakja.
- Arcee nővérek, akik női robotok,[3] három különálló motorból állnak, melyek a játékfigurák leírásai szerint külön személyek:
  - Grey DeLisle mint Arcee (Arszi) (magyar hangja Antal Olga), a rózsaszínű robot, egy 2008-as Ducati 848-as járműalakkal a filmben, aki nagy változtatásokon ment át azután, hogy kiírták az első filmből. Személyiségét nem ismerjük meg a film során, a képregény-előzményekben azonban sokat szerepelt. Csak egyszer szólal meg.
  - Grey DeLisle mint Chromia (Krómia), a kék robot, járműalakja egy 2008-as Suzuki B-King, Acélfej „barátnője”. Ez az ötlet a Generation 1 rajzfilmből származik, ahol szintén egy pár voltak, a filmben azonban nem tesznek róla említést.
  - Grey DeLisle mint Elita-1 (magyar hangja Antal Olga), a lilás színű robot. Neve még vitás, néhány leírás szerint Moonracer, mások szerint Flare Up. A játékforgalmazó szerint Elita-1 a helyes név, habár őt Üstökös megölte az egyik képregényben.
- Jolt (Sokk), egy kék Chevrolet Volt. Az utolsó másodpercben került a filmbe, ezért nagyon kevés szerephez jut, és nem szólal meg.

### Álcák
- Tony Todd mint A Bukott (The Fallen) (magyar hangja Ujlaki Dénes), az eredeti 7 Fővezér (csak a filmben, minden egyéb médiában 13 van) egyike, aki elárulta fivéreit, és a Nap elpusztítására törekszik. Megatron felettese. A bukott kinézetre is régebbi típusú gépezet: feje hosszúkás, rozsdás járműalakja átalakulása egyszerű, és közönséges, azonban hihetetlenül erős. A film során nem alakul át.
- Hugo Weaving mint Megatron (magyar hangja Borbiczki Ferenc), cybertroni tank és űrhajó, az Álcák vezére, a Bukott alázatos szolgája.
- Charles Adler mint Starscream (Üstökös) (magyar hangja Láng Balázs; feliratainak bemondója Fellegi Lénárd), F–22 Raptor vadászrepülőgép, Megatron jobb keze, ironikus módon Optimus egy csatában leszakítja jobb kezét. Az első filmbeli álcáján annyi változott, hogy földönkívüli jelek díszelegnek rajta, Epps őrmester szavaival élve „tele van földönkívüli tetkókkal”. Filmbeli ábrázolása eltér attól, mint ahogy a két mozifilmet összekötő képregények egyikében jellemezték; sokkal gyávább és gyengébb.
- Frank Welker mint Soundwave (Fülelő) (magyar hangja Faragó András), idegen műhold, az Álcák hű felderítője robot alakja nem mutatkozik meg a filmben. Csak úgy láthatjuk, hogy feje kint van műhold üzemmódban.
  - Frank Welker mint Ravage (Romboló), a küklopsz párduc, Fülelő alattvalója. A film során nem alakul át, viszont meteoritként képes repülni.
  - Frank Welker mint Reedman,[4] a különös, parányi gömbbé alakuló robotokból álló, pengeéles, majdhogynem kétdimenziós lény, akit Romboló „öklendez fel” Földre érésekor.
  - John Di Crosta mint Scalpel, más néven „a Doktor”, (magyar hangja Seszták Szabolcs) rovarszerű Álca orvos, Samnek volt egy kellemetlen találkozása vele. Földi alakja mikroszkóp, de a filmben nem alakul át. A filmből nem derül ki a sorsa sem, a képregényben és a regényben az Autobotok lelövik.
  - A Doktor segédjei, kisméretű idegen lények, például egy agybamászó, csápos szerzet, valamint két repülő furcsaság.
- Isabel Lucas mint Alice, egy Színlelő (Pretender), olyan robot, amely az ember külsejét utánzó külső borítást visel. A filmben nincs megmagyarázva eredete, a könyv- és képregény adaptáció szerint egy mechanikus emberfigurát tapogatott le, hogy elnyerje emberi kinézetét
- Frank Welker mint Grindor, aki kinézetre szinte azonos az első filmben szereplő Kisüléssel, ám valamivel nagyobb nála, más a színárnyalata és CH–53E Super Stallion helikopterré alakul, valamint fegyvere is különbözik.
- Calvin Wimmer mint Demolishor, álcája egy O&K RH 400-as exkavátor, robot alakban a lánctalpai kerékformát öltenek, egyik kerék hátul, másik elöl, de van amikor csak egy kerekén gurul. Óriási Álca.
- Sideways (Mellékút), a film elején bukkan fel Sanghajban, de Csatár kettévágja Audi R8-as járműalakjában.
- Scorponok (Skorpió), Kisülés társa, az első filmből. Épp csak annyi ideig bukkan fel, míg Röptűz elpusztítja.
- Bonecrusher (Csonttörő) utánzat, egy Buffalo MPV aknaszedőgép.
- Frank Welker mint Pusztító (Devastator), egy hatalmas robot, mely több Álcából épül föl. Feladata a Naparató gépezet felfedése egy piramis lerombolása által. Félelmetes monstrum, melynek szája irdatlan porszívóként működve mindent elnyel, majd ezek a hátán távoznak, felaprítva. Ennek ellenére egyetlen főbb szereplőnek sem árt a film során. A hátsójáról lelógó, hereszerű bontógolyók pusztán poénból kerültek rá, hiszen az őt alkotó járművek egyikén sincs efféle golyó, valamint azért, hogy még inkább gorillaszerűvé tegyék a kinézetét. A feje és nyaka egy féregre emlékeztet. Munkagép-álcákból áll.
  - Mike Patton mint Mixmaster (Kevernök), Mack Granite mixerkocsi.
  - Long Haul (Hosszúpofa), Caterpillar 773 B óriásdömper.
  - Scrapper (Boxoló), Caterpillar 992 G homlokrakodógép.
  - Hightower (Nagytorony), Kobelco CK 2500-as lánctalpas daru, a filmben nem látjuk robot alakját.
  - Overload (Túlterhelő), Caterpillar 773 B csuklós dömper, a filmben nem látjuk robot alakját.
  - Scavenger (Dögevő),[5] Terex O&K RH400-as exkavátor, kinézetre egyforma Demolishor-ral.
  - Skipjack[4] (Pattanóbogár), Caterpillar D9L bulldózer, kinézetre azonos Dühöngővel, ám míg Dühöngő egy lábú üzemmódban látható, Skipjack lábait egyesítve egyfajta óriás ugráló robotként jelenik meg. Üstökös Dühöngőnek nevezi, ami vagy a felirat hibája, vagy pedig a stáblista hívja tévesen Skipjack-nek. Lehetséges, hogy a Skipjack név Dühöngő egyik korábbi megnevezése volt, ami véletlenül került bele az elkészült filmbe.
- Kevin Michael Richardson mint Rampage (Dühöngő), Caterpillar D9L buldózer.
- Scrapmetal (Fémroppantó), bontófogóval felszerelt Volvo EC 700C lánctalpas markológép, társai megölik, hogy alkatrészei segítségével életre keltsék Megatront.
- Insecticons (Álcarovarok), robot rovarok.
- Frenzy (Tomboló) levágott fejét Simmons ügynök tartja magánál. A filmben látszólag nem él, a könyv szerint Simmons aktiválta, hogy beszéljen vele.
- Számos Álca protoformok is megjelennek. A protoform megnevezés azokra a Transformerekre utal, akiknek még nincs másodlagos alakjuk, csak robot üzemmódjuk.
- Konyhai készülékből álló robotok, amiket az Örök Szikra egy szilánkja kelt életre:
  - Ejector, kenyérpirítós.
  - Dickbot, óriási fejű és fegyverű turmixgép, melynek lézerfegyvere humoros módon a lábai között mered előre.
  - Egy gofri elkészítő gép.
  - Egy Dyson porszívó.
  - Egy mikró.
  - Egy cappuccino gép, mely humoros módon képes tüzet okádni.
  - Egy szemeteskuka, apró tüskés robot, melynek buzogány a farka.
  - Egy kávéfőző gép.
  - Egy egy Cisco fali mérlegből robotszöcske válik.

### Egyéb alakváltók
- Seekers (Kutatók), ősi Transformerek, akik régóta a Földön bujkálnak, keresve valamit. Eredeti céljuk a elpusztítandó csillagok felkutatása volt. A filmben csak fényképeket látunk róluk járműként. A könyvadaptációban Röptűz, aki szintén egy Kutató volt egykoron, megöli az egyiküket, azzal érvelve, hogy „sohasem kedvelte”. Ő róluk láthatunk képeket:
  - Egy Ford T autó.
  - Egy B–24 Liberator repülőgép.
  - Egy F–104-es repülőgép.
  - Egy Hudson gőzmozdony.
- Michael York (magyar hangja Szalai Imre), Kevin Michael Richardson (magyar hangja Fenyő József) és Robin Atkin Downes (magyar hangja Albert Péter), mint a Fővezérek Sam látomásában, akiktől megkapja az Irányítás Mátrixát. A Fővezérek ősi Alakváltók, akik az általunk ismert Transformerek előtti időből valók. Az Irányítás Mátrixa elrejtése érdekében feláldozták magukat. A Bukott is közéjük tartozott, Optimusz Fővezér az ő leszármazottjuk.

## Magyar változat
A szinkront a Mafilm Audio Kft. készítette. Forgalmazza a UIP-Duna Film.
- Magyar szöveg: Speier Dávid
- Hangmérnök: Fék György
- Rendezőasszisztens és vágó: Kajdácsi Brigitta
- Gyártásvezető: Fehér József
- Szinkronrendező: Csörögi István
- Felolvasó: Bozai József
- További magyar hangok: Bárány Virág, Bartók László, Bor László, Ferencz Bálint, Garai Róbert, Garamszegi Gábor, Haagen Imre, Illyés Mari, Kapácsy Miklós, Keönch Anna, Makranczi Zalán, Maróti Attila, Orosz István, Pál Tamás, Péter Richárd, Péterfai Tamás, Pipó László, Potocsny Andor, Rosta Sándor, Sági Tímea, Simon Kornél, Uri István

## Fogadtatás
A film első bemutatója Tokióban, 2009. június 8-án történt, ahol a rendezőn kívül több főszerepet játszó színész is megjelent. A filmkritikusok már ekkor is némileg negatívan álltak hozzá a produkcióhoz, ám a lehúzó kritikák áradata csak 22-én, az amerikai premier után indult meg. A híres kritikus, Roger Ebert (akinek az első rész egyébként tetszett) hangos, zavaró ricsajként írta le a filmet, de még két további véleménynyilvánítást is közzétett, amelyekben a filmet nemcsak az akciófilm kategória szégyenének tartja, hanem még a rajongóit is lenézi, mondván, hogy „tévednek”, ha szerintük a film jó. Ez utóbbit az őt ért negatív véleményekre reagálva írta.
Számos egyéb kritikus hasonló véleményen volt. A Rotten Tomatoes.com-on a film 22%-os eredményt ért el, ahol a kritikusok nagy része egyetértett abban, hogy a film zajos, speciális effektusoktól túlfűtött, a cselekmény terén azonban hihetetlenül gyenge. Az Empire Magazine minden idők 25. legrosszabb filmjének szavazta meg.
Az elsöprően lehúzó kritikák dacára a film a bevételek szempontjából elképesztően sikeres volt. Premieréjszakáján 16 millió dollár bevételt hozott, s az ötödik napra a globális bevétel elérte a 387,3 milliót. Azóta már bőven átlépte a 829 milliós határt. A DVD és Blu-Ray eladások hasonlóan kitűnőek voltak, egy nap alatt 2 millió példány kelt el.
A közvélemény kutatások szerint az átlagos nézők 90% jobbnak találta az első résznél, és 67%-uk kitűnő értékelést adott neki. Michael Bay rendező szerint a kritikusok „nem értik meg, hogy az ő filmjei nem hagyományos filmek”, és kizárólag a nézők szórakoztatására készíti őket.
Noha az átlag nézők elfogadták, az interneten számos amatőr és hivatásos filmkritikus, blogger, vagy egyszerűen csalódott mozirajongó indított ellene hadjáratot. A különböző internetes fórumokon gyakran fellángolnak a viták, s nem egyszer nevezték már mind a filmet, mind pedig a kedvelőit az „emberiség szégyenének”, sőt olyan is volt, aki öngyilkosságot javasolt a film szeretőinek.

### Díjak
A filmet 7 Arany Málna díjra jelölték. A kategóriák közt van a legrosszabb rendező, legrosszabb remake, folytatás vagy utánzat, legrosszabb forgatókönyv, legrosszabb női szereplő és legrosszabb filmes pár díja is. Ezek közül a következőket nyerte el: év legrosszabb filmje, legrosszabb rendező és legrosszabb szövegkönyv.
Egyetlen Oscar-díj jelölést kapott, mégpedig hangkeverés kategóriában, azonban a díjat nem kapta meg.

### Ellentmondások
A Bukottak bosszúja több téren is megkérdőjelezhető tartalmakat vetett a filmvászonra. A legnagyobb botrányt az Autobot ikerpár (Szán és Sárfogó) keltette, akiket a közönség nagy felháborodással fogadott, mondván túlontúl rasszista, lealacsonyító képet mutatnak az afroamerikai kultúráról. Ez mind beszédstílusukban, mind viselkedésükben megnyilvánul, s egyesek szerint arcukat is szándékosan tervezték olyanra, mintha a feketebőrűek karikatúrái lennének. Micheal Bay azt állította, hogy a jellemüket az őket játszó színészek improvizálták (akik egyike maga is néger), s ezt a forgatókönyvírók is alátámasztották. Jelenleg úgy értelmezik az ikerpárt, mint a gyenge szellemi képességű fehér tinédzserek félresikeredett kiparodizálását.
A film végi csatajelenetben elpusztított számos közel-keleti építészeti remekműben sokan arabellenes üzenetet véltek felfedezni, míg a film elején lerombolt Shanghai a kínai nézőket sértette meg, holott a jelenet igazából csak egy ipari telepen játszódik, s maga Shanghai városa csak nagyon rövid időre tűnik fel. Ennek ellenére a film Kinában bevételi rekordot döntött.
Az amerikai hadsereg bemutatásai is okot adott a panaszokra, egyesek ugyanis úgy vélték, a filmet egyfajta toborzóeszközként akarták bevetni, s a többi országot szándékosan hadügyileg fejletlennek állították be (az Álcák által hamar lelőtt jordániai repülőgépek különösen nagy felháborodást keltettek).
Az Autobotok mindennapjai (Űrdongó kivételével) láthatóan a hadsereggel együtt végzett Álcaellenes-tevékenységekkel telnek, és közben az egyik támaszpont hangárjában "húzzák meg" magukat. Ez a fajta viszony viszonylag komolytalanná tette az eredetileg sokkal „autonómabb” Autobotokat, lévén az eredeti történetekben volt saját bázisuk is, a filmekből hiányzó Bárka formájában (amely csak a képregényekben és a rájuk épülő rajzfilm-sorozatokban szerepel ).
Ezzel hozható összefüggésbe egy másik nézői panasz, amely már az első filmben is nagy vihart kavart, mégpedig a címszereplő Alakváltók háttérbe szorulása az emberi szereplőkhöz képest, akik közül sokan csak csekély mértékben járultak hozzá a cselekményhez. Hasonlóképp, Sam hosszas kollégiumi jelenetei sem mozdítják előre a történetet. A korábban már megismert Autobotok, mint például Acélfej és Racsni nagyon rövid ideig tűnnek fel a képernyőn, szintúgy az újonnan érkezett Csatár, az Arcee hármasikrek, Sokk; míg az Álcák oldaláról csak Megatron, Üstökös és a Bukott jut jelentősebb szerephez. A forgatókönyvírók bevallása szerint az eredeti elképzelésben az új Autobotok nagyobb szerepet kaptak volna, és Csatár testvére, Napcsillantó (Sunstreaker) is megjelent volna, Michael Bay azonban ragaszkodott az általa kitalált ikerpár (Szán és Sárfogó) előtérbe helyezésére. Egyes robotoknak a szerepe pedig a harcjelenetekben merült ki.
A nézők, elsősorban a rajongók számára további panaszokra adott okot nemcsak a karakterek kidolgozásának hiánya, hanem az eltűnésük és gyors haláluk is. Az Arcee nővéreket például gyorsan, alig észrevehetően lövik le (egyiküket képernyőn kívül), valamint a film végére számos szereplő sorsa rejtély marad, ugyanis nem látjuk őket a harc után. Ez erősen emlékeztet Barikád esetére az első filmből, aki szintén eltűnt két jelenet közt. Megjegyzendő, az írók ígéretet tettek arra, hogy Barikádot újra szerepeltetik, erre azonban nem került sor. A Mellékút nevű Álca pedig arról vált hírhedtté, hogy noha szinte minden előzetesben feltűnt, és a film videójátékaiban is előkelő szerepe volt, magában a filmben gyorsan végeznek vele.
Több cselekmény-száll is elvarratlan marad, másokat sebtében fejeztek be. Az előbbire példa Megatron kutatása az energon után, amellyel megakadályozhatja az Álca protoformok halálát, vagy az Autobotok viszonya a kormánnyal. Az utóbbihoz tartozik Sam világszintű körözése, amelyet nyíltan nem oldanak meg a film végén, vagy a főellenség, a Bukott halála, amely olyan hirtelen, hogy még maga a rendező is elnézést kért érte a film audiokommentárján.
Némi bonyodalmat okozott még, hogy a filmben sok durva harcjelenet látható (elsősorban a „jófiúk” oldaláról), a szereplők káromkodnak és számos, nyíltan szexuális jellegű témára is rátapintottak, s mindezt egy gyermekjátékok köré épülő filmben. A robotok nemi szervei, a párzó kankutyák, a kábítószeres süteményt evő anya, továbbá Simmons ügynök fenekének mutatása különösen nagy ellenérzést váltott ki nézőkből és filmkritikusokból egyaránt, s ezek, mondhatni, a film egyedi ismertetőjegyeivé váltak. A Transformers figurák forgalmazója, a Hasbro még nem foglalt állást az ügyben. Mindenesetre a játékeladásokból származó bevételük messze túlszárnyalta az első film idejére vonatkozó adatokat.